# Аксак (герб)
Аксак (пол. Aksak, Akszak, Axak, Kara, Obrona) — польский дворянский герб.

## Происхождение
Герб происхождения татарского, известен с XIV века.

## Описание
|                                                       | W polu barwy niewiadomej, prawdopodobnie czerwonej, dwa trójkąty wierzchołkami złączone, przez połączenie przechodzi strzała żeleźcem w prawo. Nad helmem w koronie trzy pióra strusie. (пол.) |  | В поле цвета неизвестного, вероятно червоного, два треугольника вершинами соединённые, через соединение проходит стрела наконечником вправо. Над шлемом в короне три пера страусовых. |  |
| Juliusz Ostrowski: Księga herbowa rodów polskich, T.2 | |  | |  |

## Роды — носители герба
Аксак (Aksak), Акшак (Akszak), Асанович (Assanowicz), Бернатович (Bernatowicz), Бялоцкий (Białocki), Довнарович (Downarowicz), Ербейдер (Erbejder), Ербрейтер (Erbreiter), Гружевич (Grużewicz), Гурко (Hurko), Янчура (Janczura), Кардасевич (Kardasewicz), Кардашевич (Kardaszewicz), Касперович (Kasperowicz), Окенчиц (Okieńczyc), Окиньчиц (Okińczyc), Селиминович (Seliminowicz), Селимович (Selimowicz), Шагуневич (Szaguniewicz), Шахуневич (Szahuniewicz), Талковский (Talkowski).